# Conus curassaviensis
Conus curassaviensis is een in zee levende slakkensoort uit de familie Conidae. Conus curassaviensis werd in 1792 beschreven door Christian Hee Hwass. Net zoals alle soorten binnen het geslacht Conus zijn deze slakken roofzuchtig en giftig. Zij bezitten een harpoenachtige structuur waarmee ze hun prooi kunnen steken en verlammen.

## Verspreiding
Deze soort komt voor in de Caraïbische Zee bij Aruba. Naast Conasprella wendrosi en Conus hieroglyphus is Conus curassaviensis een van de drie endemische slakkensoorten van Aruba.